# Gobiosoma
 Gobiosoma es un género de peces de la familia de los Gobiidae en el orden de los perciformes.

## Especies
- Gobiosoma aceras
- Gobiosoma bosc (Lacepède, 1800)
- Gobiosoma chiquita (Jenkins & Evermann, 1889)
- Gobiosoma ginsburgi (Hildebrand & Schroeder, 1928)
- Gobiosoma grosvenori (Robins, 1964)
- Gobiosoma hemigymnum (Eigenmann & Eigenmann, 1888)
- Gobiosoma hildebrandi (Ginsburg, 1939)
- Gobiosoma homochroma (Ginsburg, 1939)
- Gobiosoma longipala (Ginsburg, 1933)
- Gobiosoma nudum (Meek & Hildebrand, 1928)
- Gobiosoma paradoxum (Günther, 1861)
- Gobiosoma robustum (Ginsburg, 1933)
- Gobiosoma seminudum
- Gobiosoma schultzi (Ginsburg, 1944)
- Gobiosoma spes (Ginsburg, 1939)
- Gobiosoma spilotum (Ginsburg, 1939)
- Gobiosoma yucatanum (Dawson, 1971)